# Егітуйський дацан
Егітуйський дацан «Дамчой Равжелінг» (бур. Эгэтын дасан) — буддійський монастир (дацан) в Республіці Бурятія, що знаходиться на відстані 250 км на схід від Улан-Уде в Єравнинському районі, та на відстані 1,5 км на північний захід від села Егіта, на правому березі річки Хара-Шебер (права притока Егіти).
Належить до Буддійської традиційної сангхи Росії. У дацані зберігається святиня світового буддизму — Сандаловий Будда (Зандан Жуу), яка, за переказами, є єдиною прижиттєвою скульптурою Будди Шак'ямуні.

## Історія

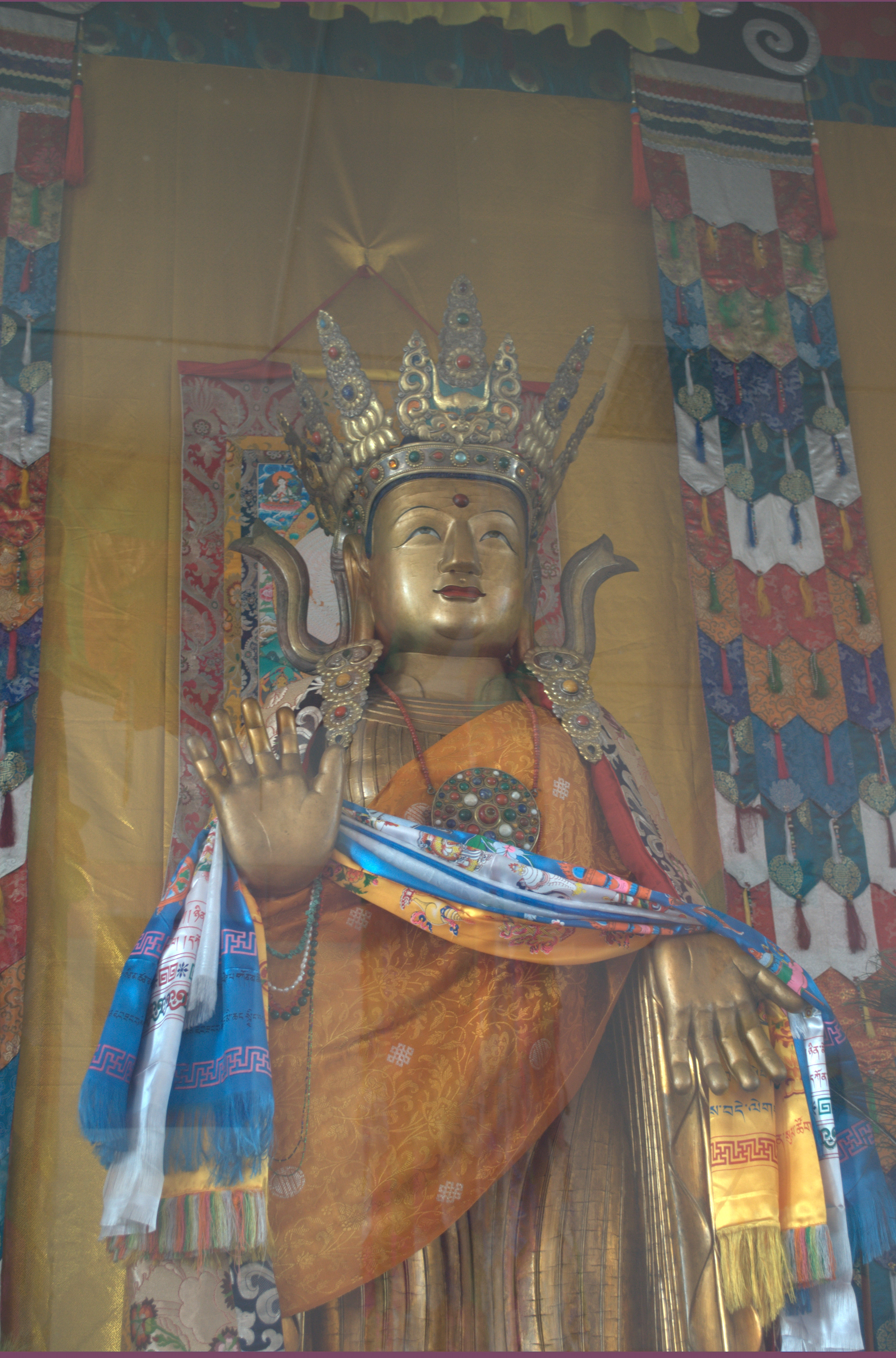
Сандаловий Будда

### Заснування дацану
Монастир заснований в 1820 році за клопотанням мирян, на добровільно зібрані пожертви, на правобережжі річки Егітуй (Егіта). Офіційно був визнаний в 1826 році і вважався філією Анінського дацану. Сходознавець О. М. Позднєєв писав, що Егітуйський дацан був побудований бурятами таємно, з дозволу колишньої Бурятської головної контори одинадцяти хорі-бурятських родів. У місцевій легенді говориться, що «місце для дацану шукали майже три роки. Один із старійшин роду — моодхон харгана, сліпий Уунтин Гелен, три роки звертався до астрологів різних дацанів. Навіть їздив у Монголію до Богдо-гегена. Всі вказували йому на це місце на східному березі річки Маракта, в місцевості Хара-Шибірь. Дерева для майбутнього храму підбирали особливо ретельно. Сам незрячий старійшина Уунтин Гелен визначав їх придатність, стукаючи ціпком».

### Дацан до 1937 року
Егітуйський дацан був великим центром буддизму в Бурятії — тут проводилися містерії Цам. Складався із чотирьох дуганів. Навколо соборного храму, Цогчен-дугана, розташовувалися три Дугана-суме — філософський, медичний та астрологічний. При монастирі була друкарня з декількома тисячами кліше. Були ксилографічні друковані дошки для десяти найменувань книг. Тут наприкінці 1910-тих років хувараком навчався грамотності майбутній народний поет Бурятії Шираб Німбуєв.
У 1934 році в дацані нараховувалося близько 12 храмів і 8 будівель. Також при дацані було 103 окремих двори і 216 житлових приміщень. У скульптурах використовувалася глина з довколишнього озера Ухер-Нур, яка цінувалася тим, що була жирно-масляна і не давала тріщин. Поруч з дацаном були споруджені чотири храми-суме: Хурде, Майдарі, Аюші, Дара-ехе. На території монастиря були класи буддійської філософії в дугані Чойра і медицини в дугані Мамба, класи здійснення молебнів, виготовлення святої води — аршана і пахощів — Адіса. Саме тут отримав свої унікальні знання цілителя 21-й Пандіто Хамбо-лама Мунко Цибіков . Перед закриттям в дацані перебував 41 учений лама .

### Ліквідація дацану
У 1937 році Егітуйський дацан був закритий і зруйнований. Виписка з Держархіву: «Ліквідовано постановою № 425 від 22 грудня 1937 р.. Постановою Єравнинського аймачного РКП(б) від 5 березня 1938 р. порушено клопотання про встановлення колгоспного театру в будівлі дацану і передачі йому всього майна колишнього Егітуйського дацану». Згадує пенсіонер Г. Д. Дабаєв: «Скільки статуй відвезли вантажівками і переплавили у печах Улан-Удинського ЛВРЗ на кольоровий метал, розуму незбагненно. . . навколо дацана ріс черемховий гай. Навіщо його-то знищили?» . «Інші люди похилого віку згадують, як в дитинстві здивувалися тому, як несподівано побіліла долина Егіти до самого горизонту. Тільки замість снігу люди з жахом побачили листи зі священних книг».

### Поява Сандалового Будди

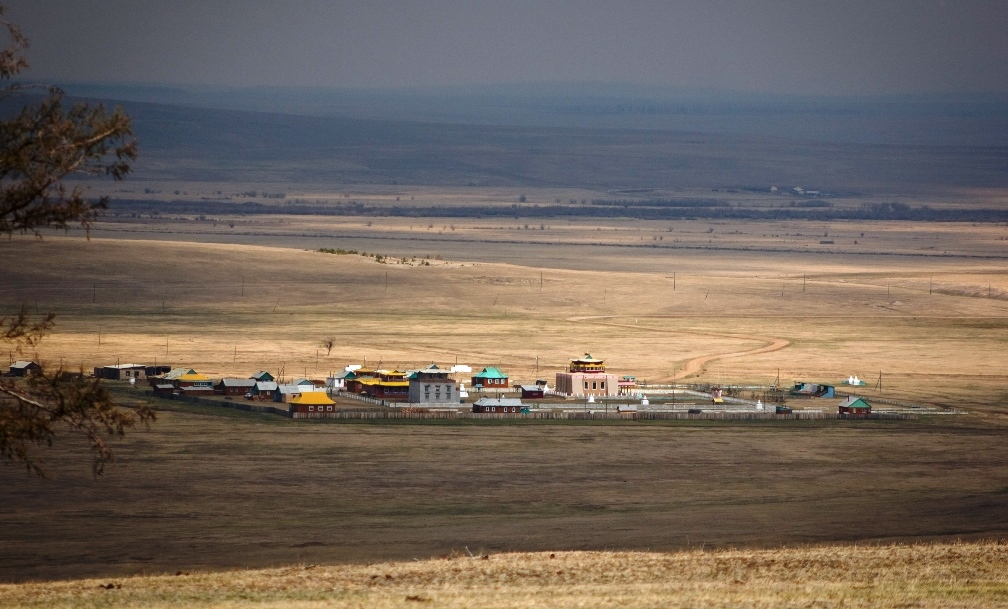
Комплекс Егітуйського дацану

У 1901 році в Егітуйський дацан доставили Сандалового Будду (Зандан Жуу) — буддійську святиню, вивезену з Китаю як трофей після придушення Боксерського повстання. Скульптура Будди, висотою 2 м 18 см, зроблена з сандалового дерева, за переказами, 2500 років тому на замовлення раджі Уддіяна. Вважається першою в історії статуєю Будди і єдиною, виготовленою за його життя.
За однією з версій, Зандан Жуу доставили в Єравну завдяки неймовірним зусиллям соржо-лами Егітуйського дацану Гомбо Доржо Ердинеєва. За твердженням місцевих жителів, соржо-лама особисто їздив до охопленого повстанням і смутою Китаю. Статуя була куплена ламами дацану і на санях доставлена в Єравну. Після прибуття була виготовлена металева копія, розміщена в дацані, оригінал же був захований. За іншою версією, статуя була вивезена бурятськими козаками з охопленого пожежею монастиря в Пекіні після розгрому Боксерського повстання.
Під час громадянської війни японські інтервенти дізналися про місцезнаходження цієї статуї. Після приїзду їм показали копію, й вони поїхали ні з чим. До 1935 року статуя перебувала в одному із суме Егітуйського дацану і була об'єктом поклоніння і вшанування. У період релігійних гонінь Сандаловий Будда був перевезений в Улан-Уде і зберігався у фондах Музею історії Бурятії.
Наприкінці 1980-тих років зусиллями Пандіто Хамбо-лами Мунко Цибікова статую повернули віруючим. 25 вересня 1991 року Зандан Жуу вертольотом перевезли в Егітуйський дацан. Для світової буддійської святині було побудовано спеціальну окрему будівлю за сучасними технологіями, з підтриманням постійного мікроклімату. Храм-палац Сандалового Будди був освячений в 2008 році, зовнішні стіни будівлі облицьовані плиткою для підвищення пожежної безпеки. 22 квітня 2003 року Буддійська традиційна сангха Росії постановила: «Затвердити як буддійські святині Росії: статую Зандан Жуу, Атлас тибетської медицини, нетлінне тіло Хамбо Лами Д. -Д. Ітігелова».